# Зоряне відрядження (фільм)
«Зоряне відрядження» (рос. «Звёздная командировка», англ. «Star Trip») — український радянський художній фільм 1982 року кінорежисера Бориса Івченка. Фільм знятий за мотивами повісті Євгена Шатька «Прибулець-73».
Колгоспник Юхим випадково міняється місцями з інопланетянином Глоусом, який прилетів дослідити Землю. Мрійливий Юхим виявляється тим, кого потребували інопланетянин, щоб відновити природу своєї планети. А Глоус допомагає колгоспникам вдосконалити господарство та цінувати буденні радощі.

## Сюжет
Сільський механізатор Юхим Тишкін зустрічає колег, які розпитують що за дивовижна подія з ним сталася. Далі дія розгортається всередині його розповіді.
Юхим мріє бути винахідником, але всі його винаходи або не працюють так, як треба, або безглузді. Він може зробити хвіртку з кодовим замком, але не хоче дбати про звичайні речі, як-от піч. Через це дружина Даша вкотре свариться з ним. Згодом знайомі запрошують Юхима на весілля, щоб він влаштував там салют. У цей час у селі приземляється замаскований зореліт інопланетян. Звідти виходить прибулець на ім'я Глоус, який випадково виявляється такої ж зовнішності, як Юхим.
Глоус бачить Дашу та намагається завести з нею розмову. Його захват природою дивує Дашу. Глоус скоро зізнається, що він інопланетянин з планети Рюм і підтверджує це, демонструючи здатність лагодити будь-що. Прибулець через телевізор показує Даші, що його цивілізація дуже розвинена технологічно, проте там усе підкорене точному розрахунку; а також там не лишилося тварин. Тому Глоус і вирішив летіти на Землю, щоб повернути рюмянцям повноцінне життя. Даші прибулець подобається більше за Юхима, вона просить аби він побув на Землі довше.
Наступного ранку з зорельота виходять іще двоє прибульців і вирушають шукати Глоуса. Вони сприймають Юхима за свого колегу та забирають на Рюм.
Опинившись на Рюмі, Юхим зауважує, що насправді там багато подібностей з Землею. Він лагодить робота та знайомиться з Ейглорією, котра пояснює, що на Рюмі є Виконувач бажань — пристрій, який дає будь-що, чого в нього попросити. Юхим здогадується — Виконувач бажань мусить брати десь ресурси і таким чином нищить природу Рюма. Інший учасник експедиції на Землю, Лур (схожий на голову колгоспу Василя), не одразу розуміє, що перед ним не Глоус. Лур проте швидко розуміє, що нестандартне мислення Юхима може бути корисним. Інший дослідник, Марзук, у захваті від розповідей Юхима про земне життя. Він сумнівається чи таке вже щасливе життя на Рюмі. Рюмянські жінки, натхненні словами Юхима про кохання, вимагають повернутися до народження дітей замість складання нових «повноцінних» рюмянців з кількох «неповноцінних». Юхим виявляє в своєму чоботі жменю насіння пшениці, яке пропонує використати для відновлення природи.
Тим часом на Землі Глоус допомагає колгоспникам і винаходить спосіб виробництва цукру з горілки, який він називає «субстрат». Подібним чином він пропонує виробляти інші продукти. Колгоспники радіють цьому винаходу, та Василь хоче аби повернувся Юхим — не завжди корисний, але передбачуваний.
Юхима повертають на Землю, а Глоус вирушає на Рюм, лишивши пристрій, який перетворює шкідливі речі на корисні; наприклад, атомні бомби на електростанції.
Закінчивши свою розповідь, Юхим чує від Василя, що той тепер став консультантом на Рюмі, де настала посівна (насправді він грає з роботом у морський бій). Даша приносить новину — Юхима кличуть назад на Рюм взяти участь у засіданні.

## Актори
- Володимир Носик — Тишкін / Глоус
- Олена Кузнецова — Даша
- Гражина Байкштіте — Ейглорія
- Лесь Сердюк — Василь
- Борислав Брондуков — Лур
- Всеволод Гаврилов — Марзук
- Богдан Брондуков, Володя Зима, Андрій Ігнатов, Оля Кривешко, Олесь Маляревич, Тарас Маляревич, Даша Орловська, Костя Орловський, Оля Щербакова
- Володимир Волков, Михайло Ігнатов, Віктор Маляревич, Володимир Шакало

## Знімальна група
- Сценарист: Євген Шатько
- Режисер-постановник: Борис Івченко
- Оператор-постановник: Вадим Іллєнко
- Художники-постановники: Борис Жуков, Олександр Шеремет
- Композитор: Ігор Поклад
- Звукооператор: Георгій Салов
- Комбіновані зйомки:
  - оператор: Олександр Пастухов
  - художник: Володимир Цирлін
- Головний консультант: льотчик-космонавт СРСР Георгій Гречко
- Редактор: Катерина Шандибіна
- Режисер: Ю. Фокін
- Оператори: В. Бердичівський, В. Пономарьов, О. Чорний
- Монтаж: Тамара Сердюк, Микола Гончаренко
- Костюми: Алла Сапанович
- Грим: Тетяна Маляревич
- Асистенти:
  - режисера: Н. Осипенко, Л. Хорошко
  - оператора: Ігор Крупнов
  - художника: П. Корягін, Н. Моторна
- Художник-фотограф: Л. Крітенко
- Майстер по світлу: Т. Коренський
- Інструментальний ансамбль під керівництвом Олександра Шаповала
- Директори картини: Бернард Глазман, Анатолій Сирота